# Maurizio Carnino
Maurizio Carnino, né le 7 mars 1975 à Turin, est un patineur de vitesse sur piste courte italien.
Il a remporté le tire olympique en relais sur 5000m lors des Jeux olympiques d'hiver de 1994 se disputant à Lillehammer en Norvège et la médaille d'argent lors des Jeux de 2002 à Salt Lake City aux États-Unis toujours dans l'épreuve du relais sur 5000 m. Il a également participé aux Jeux de 1998 où le relais italien prend la quatrième place. Au niveau individuel, il ne participe qu'aux 500 mètres en 1998 et termine quinzième.
Pour participer aux Jeux olympiques de 2006 à Turin, sa ville natale, il change de discipline et passe en longue piste sur 500 et 1000 mètres. Il se qualifie lors Championnats d'Italie, finissant deuxième derrière Ermanno Ioriatti.

## Palmarès

### Jeux olympiques
- Champion olympique en relais sur 5 000 m aux Jeux olympiques d'hiver de 1994 à Lillehammer ( Norvège)
- Médaillé d'argent olympique en relais sur 5 000 m aux Jeux olympiques d'hiver de 2002 à Salt Lake City ( États-Unis)